# Новосадська угода
Новосадська угода (сербохорв. Novosadski dogovor, Новосадски договор) — документ, укладений 25-ма сербськими, хорватськими і боснійськими письменниками, мовознавцями та інтелектуалами для створення державного стандарту сербохорватської мови, а також для підкреслення єдності в етнічно і мовно розділеній Югославії. 
Роботу над угодою ініціювала редакційна колегія журналу Сербської культурної організації Letopis Matice srpske. Переговори відбувалися з 8 по 10 грудня 1954 в Новому Саду, Воєводина. Основним питанням було використання сербського (східного) та хорватського (західного) варіантів сербохорватської мови. 
У підсумку було підписано документ, що містив десять висновків про спільну мову і що був зосереджений  на подібності між діалектами та передусім стосувалася примирення різних діалектів задля федералізованої Югославії. В угоді було вказано, що групи лінгвістів та інтелектуалів як зі східносербського, так і з західнохорватського варіантів працюватимуть разом над створенням єдиного словника та термінології.

## Див. такоє
- Віденська літературна угода
- Порівняння стандартних боснійської, сербської, хорватської та чорногорської мов
- Суперечки щодо етнічної та мовної ідентичности в Чорногорії
- Чехословацька мова[en]
- Декларація про спільну мову[en]
- Декларація про назву і статус хорватської літературної мови[en]
- Плюрицентрична мова
- Політичні погляди на македонську мову